# Реканати
Реканати (итал. Recanati) насеље је у Италији у округу Мачерата, региону Марке.
Према процени из 2011. у насељу је живело 14337 становника. Насеље се налази на надморској висини од 236 м.

## Становништво
| 1931.  | 1936.  | 1951.  | 1961.  | 1971.  | 1981.  | 1991.  | 2001.  | 2011.  |
| ------ | ------ | ------ | ------ | ------ | ------ | ------ | ------ | ------ |
| 16.350 | 16.823 | 17.491 | 17.726 | 17.837 | 18.510 | 19.359 | 20.050 | 21.416 |